# Otukaia chilena
Otukaia chilena is een slakkensoort uit de familie van de Calliostomatidae. De wetenschappelijke naam van de soort is voor het eerst geldig gepubliceerd in 1971 door Rehder.